# 太平 (徐寿輝)
太平（たいへい）は中国・元末に天完（宋ともいう）政権を樹立した徐寿輝が建てた私年号。1356年 - 1358年旧7月。（1358年改元説もある）
元年、末年については史書、研究書により異説が多く、定説が固まっていない。李崇智によると、劉孔慶、薛新力は治平→天啓（1355年）→太平（1358年）の順で改元したと考証している。

## 西暦・干支・他元号との対照表
| 太平 | 元年     | 2年      | 3年      |
| 西暦 | 1356年   | 1357年   | 1358年   |
| 干支 | 丙申     | 丁酉     | 戊戌     |
| 元   | 至正16年 | 至正17年 | 至正18年 |